# Serguéi Blazhkó
Serguéi Nikoláievich Blazhkó (del ruso: Сергей Николаевич Блажко); (5 de noviembrejul./ 17 de noviembre de 1870greg. - 11 de febrero de 1956, Moscú) fue un astrónomo ruso de la época soviética, miembro correspondiente de la Academia Soviética de Ciencias (1929). 
Graduado por la Universidad de Moscú, institución en la que desempeñó distintos cargos, dirigió el Observatorio de Moscú entre 1920 y 1931. Descubrió una variación secundaria de la amplitud y del periodo de algunas estrellas como RR Lyrae relacionadas con variaciones de pulsación, fenómeno conocido como el efecto Blazhko.

## Semblanza
Blazhkó nació en 1870 en Jotimsk (actualmente provincia de Maguilov, Bielorrusia). Allí, en 1880, se graduó en la escuela nacional, de donde pasó en 1888 al liceo de Smolensko. Se graduó en la Universidad Estatal de Moscú en 1892, pasando en 1894 a trabajar en el Antiguo Observatorio de Moscú. En 1918 fue nombrado profesor y en 1929 fue elegido miembro correspondiente de la Academia de Ciencias de Rusia. Entre los años 1920 y 1931  dirigió el Antiguo Observatorio de Moscú, desde 1931 hasta 1937 el Departamento de Astronomía, y en el período 1937-1953 el Departamento de Astrometría de la Universidad Estatal de Moscú.
Se dedicó al estudio de estrellas variables y a la astronomía práctica. Desde 1895 fotografió sistemáticamente el firmamento para detectar estrellas variables, iniciando una rica colección de placas de vidrio en el Observatorio de Moscú. Fue el primero en analizar el efecto del oscurecimiento del borde del disco estelar, la forma de la curva de luz y la determinación de los elementos orbitales, desarrollando un método para determinar este efecto. Detectó cambios en los períodos y formas de la curva de luz de una serie de estrellas variables de período corto del tipo RR Lyrae; estos fenómenos se llaman "Efecto Blazhko" en su honor.
En 1904, con un equipo construido por el propio Blazhko, fue el primero en fotografiar los espectros de dos meteoritos, dando su interpretación correcta. Propuso un nuevo método para detectar planetas enanos en 1919. Participó en la observación de un eclipse solar total en 1914, fotografiando con un dispositivo de su propio diseño la corona solar en luz polarizada. Diseñó una serie de diseños originales, como un espectrógrafo de luz estelar continuo, un dispositivo para la detección de estrellas variables sobre negativos (con un microscopio de parpadeo), dispositivos de instrumentos meridianos para atenuar la luz cuando se observa el momento del paso de las estrellas, una lupa especial para el recuento de cúmulos de puntos y otros.
Escribió una serie de manueles varias veces reeditados:
- "Curso de astronomía práctica"
- "Curso general de astronomía"
- "Curso de astronomía esférica"

Murió en 1956. Fue enterrado en Moscú, en el Cementerio Vagankovo, no muy lejos de sus maestros y colegas, los destacados astrónomos rusos Vítold Tseraski y Pável Shtérnberg.

## Reconocimientos
- Serguéi Blazhkó fue galardonado con el Premio Estatal de la Unión Soviética (1952), con dos Órdenes de Lenin, otras dos órdenes y numerosas medallas.
- El cráter lunar Blazhko lleva este nombre en su honor.[3]
- El asteroide (2445) Blazhko también conmemora su nombre.[4]